# Халчанська сільська рада
| Халчанська сільська рада — колишній орган місцевого самоврядування у Кагарлицькому районі Київської області з адміністративним центром у с. Халча. Історична дата утворення: в 1918 році. Сільській раді підпорядковані населені пункти: - с. Халча - с. Воронівка - с. Виселкове |

## Склад ради
Рада складається з 16 депутатів та голови.

### Керівний склад ради
| ПІБ                        | Основні відомості                                                                      | Дата обрання | Дата звільнення |
| -------------------------- | -------------------------------------------------------------------------------------- | ------------ | --------------- |
| Ананьєва Людмила Василівна | Сільський голова, 1970 року народження, освіта, Всеукраїнське об'єднання «Батьківщина» | 26.03.2006   | 31.10.2010      |
| Ананьєва Людмила Василівна | Сільський голова, 1970 року народження, освіта вища, член Партії регіонів              | 31.10.2010   |                 |

Примітка: таблиця складена за даними джерела